# Aženski Vrh
Aženski Vrh – wieś w Słowenii, w gminie Gornja Radgona. W 2018 roku liczyła 54 mieszkańców.